# Simulium boldstemta
Simulium boldstemta är en tvåvingeart som först beskrevs av Ono 1978.  Simulium boldstemta ingår i släktet Simulium och familjen knott. Inga underarter finns listade i Catalogue of Life.